# Francis Burchell
 Der er for få eller ingen kildehenvisninger i denne artikel, hvilket er et problem. Du kan hjælpe ved at angive troværdige kilder til de påstande, som fremføres i artiklen.

Francis Romulus Burchell (25. september 1874 i Bristol i Gloucestershire – 6. juli 1947 i Worthing i Sussex) var en britisk cricketspiller som deltog i de olympiske lege 1900 i Paris.
Bowerman blev olympisk mester i cricket under OL 1900 i Paris.
Han var holdkaptajn på det britiske hold Devon & Somerset County Wanderers som besejrede det franske crickethold Union des Sociétés Françaises de Sports Athlétiques med 262-104 i finalen, en finale som foregik over to dage. 